# 4. јул (Зрењанин)
4. јул (или Четврти јул) је насеље у југоисточном делу Зрењанина. Налази се око 1,5 km од центра града, омеђено је улицама – Панчевачком, Доситеја Обрадовића и Др Лазе Костића, и пругом. Чине га 50 зграда од по 4 или 5 спратова, а изгађене су од раних 70-их до средине 80-их. Насеље има мало више од 3.000 становника.
Поред саме улице с називом 4. јули, у исти крај се сврставају „Шећерана“ и крај према главној аутобуској станици. Они заједно са 4. јулом имају преко 5.000 становника, а границе тог ширег подручја су: Улице Панчевачка, Доситеја Обрадовића и Београдска, пут за Београд, шумица на ивици града уз београдски пут, река Бегеј и пруга.

## Саобраћај
Градски саобраћај чине аутобуси. Насеље је добро повезано с другим деловима града, и то линијама: 1, 1A, 2, 3, 3A, 5, 6, 10, 10A и 11, на којима аутобуси већине линија саобраћају сваког сата од 05:00 до 22:00.